# Théophile Gautier
Théophile Gautier (Tarbes, Département Hautes-Pyrénées, 31. kolovoza 1811. – Neuilly-sur-Seine kraj Pariza, 23. listopada 1872.), francuski pjesnik, romanopisac i kritičar.
Studirao je slikarstvo. Isprva je oduševljeni pristaša romantizma, a kasnije se pridružuje ekscesima romantičara i traži poeziju bestrasnu i impresonalnu. Platna majstora, skulpture i krajolici često su izvori njegovih inspiracija. Kao kritičar je impresionistički deskriptivan ne ulazeći u analize, a objavio je više od 2000 feljtona. Predhodnik je Baudelairea i parnasovaca te nositelj doktrine l'art pour l'art. Prema njemu svrha umjetnosti je traženje i stvaranje ljepote, a pjesnik mora biti ravnodušan prema političkim, socijalnim i moralnim problemima.

## Djela
- "Emajli i kameje",
- "Roman mumije",
- "Gospođica de Maupin",
- "Putovanje u Španjolsku",
- "Povijest romantizma".